# Aquilino Pimentel III

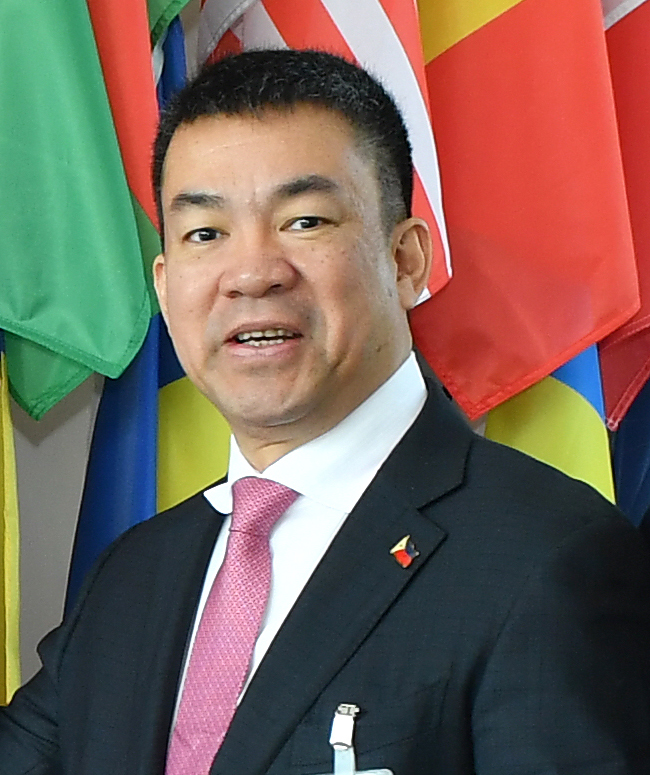
Aquilino Pimentel III

Aquilino "Koko" Pimentel III (Cagayan de Oro, 20 januari 1964) is een Filipijns advocaat en politicus. Pimentel werd op 15 augustus 2011 lid van de Filipijnse Senaat, nadat hij met succes protest had aangetekend tegen de verkiezingsuitslag van 2007. In 2016 werd hij President van de Filipijnse Senaat.

## Biografie
Pimentel werd geboren op 20 januari 1964 in de zuidelijke Filipijnse stad Cagayan de Oro. Zijn ouders zijn Lourdes dela Llana Pimentel en voormalig senator Aquilino Pimentel jr.. Hij behaalde in 1985 een Bachelor of Science-diploma aan de Ateneo de Manila University. Aansluitend studeerde hij aan de University of the Philippines, waar hij in 1990 zijn bachelor-diploma rechten behaalde. In hetzelfde jaar slaagde hij tevens, als beste van zijn jaar, voor het toelatingsexamen voor de Filipijnse balie (bar exam). 
Na zijn afstuderen werkte hij als advocaat, eerst van 1992 tot 1998 bij Aquilino Q. Pimentel jr. and associates Law Office en vanaf 1998 tot 2002 bij Pimentel Yusingco Pimentel Garcia Law Office. Van 2002 tot 2004 bij Pimentel Pacuribit Law Office en sinds 2005 bij Aquilino L. Pimentel III Law Office.
Bij de verkiezingen van 2007 deed hij een gooi naar een zetel in de Filipijnse Senaat. In de officiële uitslag eindigde hij als dertiende, net onder Juan Miguel Zubiri, die daardoor de twaalfde en laatste zetel won. Pimentel claimde daarop dat Zubiri verkiezingsfraude had gepleegd en diende een protest in. Op 11 augustus 2011 werd hij door het SET (Senate Electoral Tribunal) in het gelijk gesteld. Hij nam daarop op 15 augustus 2011 plaats in de Filipijnse Senaat. Zubiri had kort voor de beslissing van het tribunaal al ontslag genomen als senator. Bij de verkiezingen van 2013 was Pimentel herkiesbaar.